# イブラヒム・ビレ・ドゥアレ
イブラヒム・ビレ・ドゥアレ（フランス語: Ibrahim Bileh Doualeh）は、ジブチの財務官僚、外交官、大使。財務省歳出管理局長や在モロッコ大使などを経て、2021年より駐日大使を務めている。

## 経歴
ドゥアレは財務官僚としてキャリアを開始し、歳出管理局長など予算に係る様々な要職を歴任した。
1993年3月、在エリトリア大使館財務担当参事官を拝命して外交官に転身。
2000年2月から2014年2月にかけて、駐日大使館財務担当参事官を務めた。2005年1月5日にイスマエル・グラル・ブディン大使が信任状を捧呈した際には、ヤシン・フセイン・ドワレ一等参事官と共にドゥアレ参事官も随行している。
2014年7月から2021年8月にかけてラバト常駐の在モロッコ大使を務めたが、うち2015年以降は非常駐の在セネガル大使を、2017年以降は非常駐の在コートジボワール大使を、2019年以降は非常駐の在ギニア大使を兼轄した。
在モロッコ大使在任中の2020年2月、モロッコ南部リオ・デ・オロ地方の主要都市ダフラに新設されるジブチ総領事館の開館式が執り行われた。この式典では、ジブチ代表のドゥアレ大使とモロッコ代表のナッセール・ブリタ外務大臣が共同議長を務め、モロッコ側からモロッコ国際協力庁（AMCI）長官やリオ・デ・オロ地方の首長など数多くの要人が出席した。
2021年8月、イスマイル・オマル・ゲレ大統領は次期駐日大使ドゥアレや次期在ドイツ大使ドワレを含む5名の新任大使をジブチ人民宮殿に召集し、大使全員に政策指針を与えた。
2021年10月27日、ドゥアレは皇居で信任状を捧呈して駐日大使に就任。同年12月1日、日本国防衛省本省へ足を運んで岸信夫防衛大臣を表敬訪問した。